# Tesoro de los tebanos
El Tesoro de los tebanos (en griego: Θησαυρός των Θηβαίων) de Delfos fue construido en el orden dórico y hecho enteramente de piedra caliza local de las canteras de San Elías, cerca de la ciudad de Chrissós. Estaba situado unos metros más abajo de la primera curva de la Vía Sagrada, la ruta procesional en el santuario de Apolo. Había sido dedicado por los tebanos por su victoria contra los lacedemonios en Leuctra (371 a. C.).

## Descripción
Poco después de su victoria contra los lacedemonios en la Batalla de Leuctra en el 371 a. C., hito de la breve supremacía tebana en la vida política de Grecia, los tebanos dedicaron en el santuario de Apolo un tesoro construido en orden dórico.
Era el mayor tesoro en dimensiones de Delfos, situado cerca de la esquina suroeste del santuario. De planta rectangular, medía 12,29 por 7,21 m  y se levantaba sobre una crepidoma con dos niveles. Se construyó íntegramente con piedra caliza local procedente de las canteras de San Elías, una piedra especialmente dura de tonos gris azulados, que acentúa el estilo austero del edificio dórico. De este modo, el Tesoro de los tebanos contrastaba visualmente con el cercano Tesoro de los sifnios, de estilo jónico colorista y decorativo. Un friso con metopas y triglifos recorría todo el edificio.
Se han expresado varias opiniones sobre su forma arquitectónica real. Las vistas actuales, sin embargo, sugieren que se trataba de un edificio uniforme, sin columnas, posiblemente con dos entradas en los lados estrechos y con una pared vertical que funcionaba como peana. Una abertura a lo largo del muro occidental proporcionaba iluminación natural al edificio.